# Flisåkerskivling
Flisåkerskivling (Agrocybe putaminum) är en svampart som först beskrevs av René Charles Maire, och fick sitt nu gällande namn av Rolf Singer 1936. Flisåkerskivling ingår i släktet marktofsskivlingar och familjen Strophariaceae.  Arten är reproducerande i Sverige. Inga underarter finns listade i Catalogue of Life.